# Tour de Alsácia
O Tour de Alsácia (oficialmente e em francês: Tour Alsace) é uma competição de ciclismo profissional por etapas francesa que se disputa em Alsácia, que começa no final do mês de julho e às vezes se estende até finais do mês de agosto.
Criada em 2004, até 2006 foi uma corrida amador. Em 2007 integrou-se no circuito profissional do UCI Europe Tour, dentro da categoria 2.2.
Nas edições de 2008, 2009 e 2011 a primeira etapa tem sido uma prólogo contrarrelógio por equipas nas ruas de Sausheim que não conta para a classificação geral, tendo a consideração de etapa não oficial de exibição. Em suas edições profissionais sempre tem tido cinco etapas, sem contar o prólogo de exibição.

## Palmarés
| Ano                   | Vencedor               | Segundo               | Terceiro            |           |
| --------------------- | ---------------------- | --------------------- | ------------------- | --------- |
| edições amador        |                        |                       |                     |           |
| 2004                  | Stéphan Ravaleu        | Jérôme Chevallier     | Olivier Grammaire   |           |
| 2005                  | Alexandr Sabalin       | Thijs Zonneveld       | Julien Guiborel     |           |
| 2006                  | Johannes Fröhlinger    | Alexandre Pliușchin   | Nicolas Reynaud     |           |
| edições profissionais |                        |                       |                     |           |
| 2007                  | Benoît Luminet         | Paul Moucheraud       | Giuseppe Ribolzi    |           |
| 2008                  | Robert Bengsch         | Hannes Blank          | Steve Houanard      |           |
| 2009                  | Simon Zahner           | Lubomír Petruš        | Frederik Wilmann    |           |
| 2010                  | Wilco Kelderman        | Hubert Schwab         | Nicolas Edet        |           |
| 2011                  | Thibaut Pinot          | Stian Remme           | Nikita Novikov      |           |
| 2012                  | Jonathan Tiernan-Locke | Alexandre Pliușchin   | Warren Barguil      |           |
| 2013                  | Silvio Herklotz        | Fernando Orjuela      | Philipp Walsleben   |           |
| 2014                  | Karel Hník             | Jack Haig             | Jan Hirt            |           |
| 2015                  | Vegard Stake Laengen   | Sam Oomen             | Bjørn Tore Hoem     |           |
| 2016                  | Maximilian Schachmann  | Scott Davies          | Kilian Frankiny     |           |
| 2017                  | Lucas Hamilton         | Carl Fredrik Hagen    | Brandon McNulty     |           |
| 2018                  | Geoffrey Bouchard      | Marc Hirschi          | Brandon McNulty     |           |
| 2019                  | Thomas Pidcock         | Michal Schlegel       | Jimmy Janssens      |           |
| 2020                  | cancelado              | cancelado             | cancelado           | cancelado |
| 2021                  | José Félix Parra       | Sébastien Reichenbach | Leon Heinschke      |           |
| 2022                  | Finlay Pickering       | Lennert Van Eetvelt   | Roland Thalmann     |           |
| 2023                  | Sebastian Berwick      | Mathys Rondel         | Frank van den Broek |           |
| 2024                  | Joris Delbove          | Colby Simmons         | Jørgen Nordhagen    |           |

## Palmarés por países
| País          | Vitórias |
| ------------- | -------- |
| Alemanha      | 4        |
| França        | 4        |
| Reino Unido   | 2        |
| Moldávia      | 1        |
| Suíça         | 1        |
| Países Baixos | 1        |
| Chéquia       | 1        |
| Noruega       | 1        |
| Austrália     | 1        |